# Agelanthus sambesiacus
Agelanthus sambesiacus là một loài thực vật có hoa trong họ Loranthaceae. Loài này được (Engl. & Schinz) Polhill & Wiens mô tả khoa học đầu tiên năm 1992.